# Fjodor Dostojevskij
Fjodor Michajlovitj Dostojevskij (ryska: Фёдор Миха́йлович Достое́вский, Fjódor Michа́jlovitj Dostojévskij, lyssna (fil), forskningsbiblioteksform: Fedor Michajlovič Dostoevskij), född 11 november 1821 (30 oktober enligt gamla stilen) i Moskva, död 9 februari 1881 (28 januari g.s.) i Sankt Petersburg, var en rysk författare. Bland hans mest berömda verk finns Brott och straff (1866), Idioten (1868–1869) och Bröderna Karamazov (1880). Genom sina personskildringar, har Dostojevskij haft stor betydelse för utvecklingen av den moderna romanen.

## Biografi

### Uppväxt och ungdom
Fjodor Dostojevskij föddes som det andra av sju syskon i Moskva. Hans far var en obemedlad godsägare och arbetade som fattigläkare i Moskva, och Dostojevskij fick en sträng uppfostran. Fjodors släkt var lågadlig. Sedan hans mor hade dött år 1837, flyttade Dostojevskij till S:t Petersburg för att studera vid militärhögskolan. Faderns stränga fostran hade satt djupa spår i den unge mannen. År 1839 dog hans far.
Sedan Dostojevskij hade tagit studenten vid den militära ingenjörsskolan i Sankt Petersburg, började han arbeta som fortifikationsofficer, och han avancerade  till löjtnant år 1842. År 1844 lämnade han armén för att bli författare. Samma år översatte han George Sand till ryska.

### Författardebut
Dostojevskij debuterade med Arma människor (1846), även utgiven under titlarna Fattiga stackare och Fattigt folk. Den mottogs med stor entusiasm som en samhällskritisk roman i Gogols anda. Samma år gavs också Dubbelgångaren ut, en studie i en personlighets gradvisa och obevekliga sönderfall, där huvudpersonen hittar en dubbelgångare som är mer framgångsrik än han själv. Båda verken var tydligt påverkade av Nikolaj Gogols Petersburgberättelser och Dostojevskij omnämns som litterärt geni och Gogols efterträdare.
Novellen Herr Prochartjin (1846) trycktes i Fosterländska annaler och kan liknas vid Gogols kända novell Kappan (1842). Novellen blev censurerad och flera avsnitt ströks. Den gillades inte av kritikerna. Senare, i Brott och straff, låter han en karaktär påpeka Gogols extraordinära perceptionsförmåga och i Idioten beskriver han med varma ord Gogols extremt träffande personlighetstyper.

### Arrestering och exil
23 april 1849 arresterades han, då han deltagit i en socialistisk studiecirkel under ledning av Michail Petrasjevskij, och de där bland annat läst Vissarion Belinskijs berömda brev till Gogol, som ett svar på hans Selected Passages from Correspondence with Friends. Samtliga ur den socialistiska föreningen Petrasjevskijgruppen fördes till Vinterpalatset för förhör, arresterades och fick sitta åtta månader i Peter-Paulsfästningen innan de fördes till avrättningsplatsen, där hela ceremonin före en avrättning genomfördes innan de fick veta att de benådats och att de i stället skulle skickas på straffarbete till Sibirien. Dostojevskij tillbringade fyra år i fångläger och de följande sex åren i förvisning. Detta var under tsar Nikolaj I:s styre.
| ”                                              | Den största, den starkaste smärtan beror i alla fall på att man säkert vet att om en timme, sedan om tio minuter, sedan om en halv minut, sedan nu, nu strax skall själen flyga ur kroppen, och man kommer inte längre att vara en människa, och att detta är säkert. Och när man lägger huvudet under kniven och märker hur den glider över huvudet, denna kvartssekund är den förfärligaste av allt… | „ |
| – Dostojevskij (1868) om skenavrättningen 1849 | |   |

Åren i Sibirien skall ha tjänat som underlag för det framtida författarskapet. De skall också ha lett till att Dostojevskij efter en omvändelseupplevelse blev varmt hängiven till den rysk-ortodoxa kyrkan. År 1854 släpptes han från fängelset och blev oavlönad menig i Semipalatinsk. Senare blev han avlönad. År 1857 gifte sig Dostojevskij med Maria Isajeva, en 29-årig änka.

### Senare författarskap

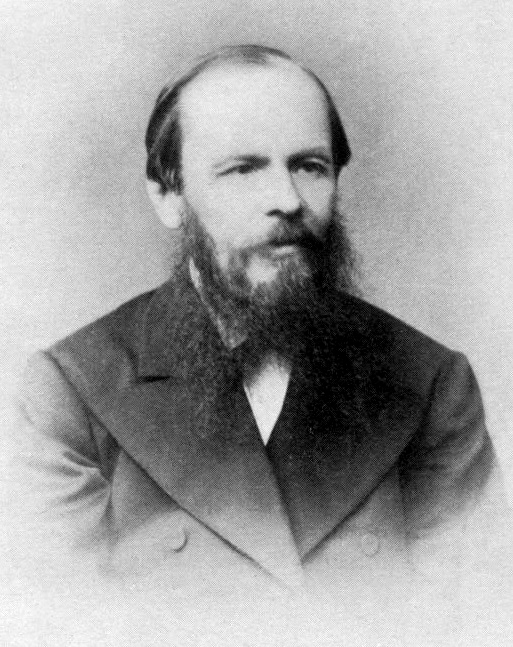
Fjodor Dostojevskij 1876.

År 1859 var han inte längre förvisad och kunde sluta sin militära bana för att återvända till S:t Petersburg och på allvar bli författare. De följande 16 åren stod Dostojevskij under polisbevakning utifall han åter skulle kunna misstänkas för socialistiska sympatier. Inspirerad av sin tid i Sibirien skrev han Döda huset (eller Anteckningar från dödens hus, och liknande) (1860-62) – den första av Dostojevskijs fem mastodontböcker.
Efter sin första hustrus död skrev han i grubblerier den korta betraktelsen Om Kristus. Under tiden hon var sjuk skrev Dostojevskij Anteckningar från källarhålet (En underjordisk dagbok) (1863), vilken han senare publicerade i Epocha (Epok), den litteraturtidning han hade tillsammans med sin bror Michail. Epocha var efterföljare till deras gemensamma tidning Vremja (Tiden) (1861-), som hade förbjudits. Några år senare dog även hans bror och lämnade stora skulder till Dostojevskij. Under publicisttiden gjorde Dostojevskij en rad utlandsresor. Dostojevskij var tidvis spelberoende. Vid ett tillfälle spelade han bort alla sina pengar på roulette. För att fortsätta spela pantsatte han sin och sin frus vigselringar. När han förlorade även pengarna från pantsättningen gick han hem och grät för sin fru, som förlät honom. Dostojevskij skildrade spelberoende i kortromanen Spelaren (1866).

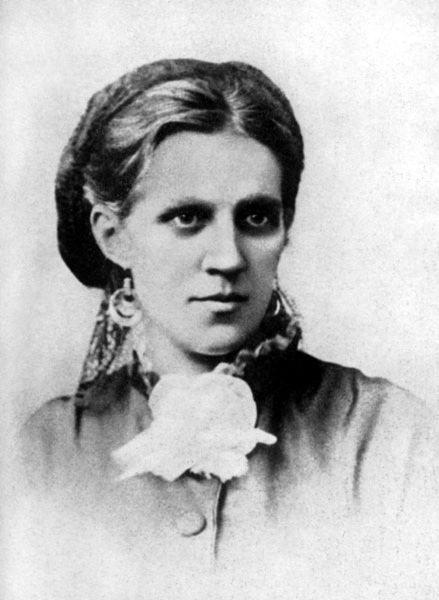
Anna Snitkina Dostojevskaja, Dostojevskijs andra fru, 1871.

Dostojevskij behövde en stenograf för att lättare kunna slutföra Spelaren. Han fick tag på 22-åriga Anna Dostojevskaja och på 26 dagar var Spelaren klar. 15 februari 1867 gifte de sig. I samlivet med den ordentliga Anna Dostojevskaja fick Dostojevskijs liv fastare former. Dostojevskaja har skrivit en bok om sitt liv med författaren. Bland de talrika utkasten till Brott och straff fann man efter Dostojevskijs död ett sammanhängande avsnitt där han börjat skriva boken i förstapersonsperspektiv. Avsnittet, om cirka 60 sidor, har givits ut under arbetstiteln "Raskolnikovs dagbok" (Den anspråkslösa). Han började dock på nytt och skrev boken i tredje person.
Därefter kom Idioten (1869). Huvudpersonen i Idioten är genomgod och uppfattas oftast som naiv. Vissa vill likna honom vid Jesus. Den arbetstitel som boken hade var "Dåre i Kristus" efter det rysk-ortodoxa fenomenet med dårar i Kristus.
Den evige äkta mannen (Den odödlige äkta mannen) (1870), publicerades i slavofiltidskriften Zarja (Morgonrodnaden). Den var tänkt som en kortare novell men växte allteftersom han skrev, trots att han i brev berättar hur han ogillar historien.
Efter att 1869 har gjort de första utkasten till En stor syndares liv planerade Dostojevskij att skriva ett stort verk i tre delar om en människas livshistoria från barndomen, hennes väg genom en virvel av synd, utsvävningar och brott fram till ånger, försoning och frid med Gud. Den blev dock aldrig skriven men brottstycken och motiv från detta planerade verk skulle komma i Onda andar, Ynglingen och Bröderna Karamazov.
Onda andar (publicerad i tidskrift 1871-1872 och som  bok 1873) handlar om en extrem terroristgrupp och en avhoppad medlem som blir mördad. Tre kapitel skildrar en gruppmedlems närmanden mot en minderårig flicka och hennes självmord. Efter att tidskriftsredaktören antagit att denna skildring aldrig skulle godkännas av censuren och dessutom chockera läsekretsen blev dessa kapitel inte tillgängliga för allmänheten förrän 1921 och i svensk översättning som Stavrogins brott.
Dostojevskij gav tillsammans med sin fru ut tidningen En författares dagbok (En skriftställares dagbok), en tidning som mot slutet av dess utgivning enbart utgjordes av Dostojevskijs egna dagboksberättelser. Novellen Bonden Marej (1876) trycktes i tidningen och bygger på ett barndomsminne från när Dostojevskij var nio år gammal. En samling av berättelser ur tidningen har givits ut i En författares dagbok (1872-74). I tidningen publicerades även En löjlig människas dröm (som utgivits i Stavrogins brott och andra berättelser).

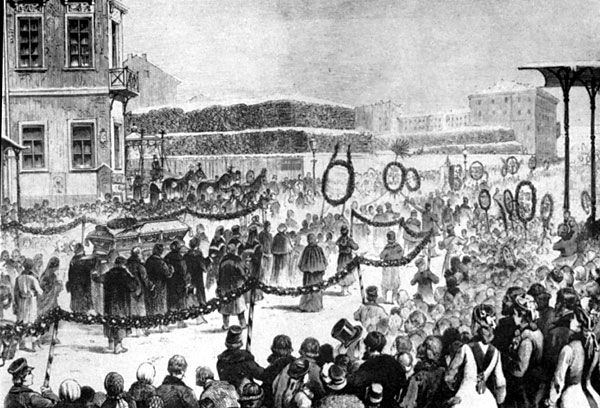
Dostojevskijs begravning.

Dostojevskijs litterära kvarlåtenskap består av elva romaner, tjugo kortromaner och ett stort antal andra verk. Dostojevskij nådde världsberömmelse som en av de största och mest framstående psykologiska skildrarna inom världslitteraturen.
Fjodor Dostojevskij var epileptiker. Hans son, Alosja (eller Aleksej), som också led av sjukdomen, dog i epilepsi i slutet av 1870-talet.
Hans sista hem låg på Kuznetjnijgatan 5/2 i S:t Petersburg. Vid begravningen 1881 följde ett stort antal sörjande hans kista till Tichvin-kyrkogården vid Alexander Nevskij-klostret i S:t Petersburg. Antalet varierar mellan olika källor och har angivits till ”mer än etthundratusen” och 40 000 människor.
| ”                                                                            | Sannerligen, sannerligen säger jag eder: Om icke vetekornet faller i jorden och dör, så förbliver det ett ensamt korn; men om det dör, så bär det mycken frukt. | „ |
| – Citatet på Dostojevskijs gravsten, från Johannesevangeliet Kap. 12 vers 24 | |   |

## Övriga aktiviteter
Förutom som författare, redaktör och militär var Dostojevskij yrkesverksam som kartograf.
"Sanningen har öppnats och tillkännagivits för dig som en konstnär, den har gått till dig som en gåva, så uppskatta din gåva och fortsätt att vara trogen och du kommer att bli en stor författare! ... Det var den mest fantastiska minuten i hela mitt liv. Jag var i fängelse, men när jag tänkte på det så stärkte det min själ.
- Dostojevskij F.M. "Skrivarens dagbok" 1877. Januari. Kapitel 2. § 4"
I detta citat från Dostojevskij "Skrivarens dagbok" 1877 uppmuntras en konstnär att uppskatta sin talang och att fortsätta att arbeta hårt för att bli en framstående författare. Dostojevskij själv var i fängelse när han skrev detta, och han reflekterar över hur detta råd har hjälpt honom att stärka sin själ under svåra tider.

## Eftermäle
Fjodor Dostojevskij har, inte minst genom sina personskildringar, fått stor betydelse för utvecklingen av den moderna romanen. I berättelserna ”sökte han människan i människan”. Han ägnade sig dessutom åt en ”polyfon” berättarstil, en sorts ”fantastisk” realism där många röster och idéer får komma till tals. Människoskildringarna påverkade bland annat Sigmund Freud och dennes utveckling av den moderna psykologin.
Aleksandr Solzjenitsyn kallade Dostojevskij ”världslitteraturens stolthet”, vilken dock på sin tid inte kunde publiceras, liksom han heller inte publicerades fullständigt i Sovjetunionen på 1960-talet. Han uteslöts ur  undervisningsplanerna, gjordes oåtkomlig för läsning och förtalades.
Författaren Michail Bulgakov skriver i Mästaren och Margarita: ”Men alltså, om ni ville försäkra er om att Dostojevskij var en författare, så skulle ni väl inte fråga efter hans legitimation? Ta bara fem sidor någonstans i en av hans romaner – ja, då ser ni direkt att den mannen är en författare”.
Nedslagskratern Dostoevskij på planeten Merkurius och asteroiden 3453 Dostoevsky är uppkallade efter honom. Dostojevski föddes i närheten av vad som idag är Suvorov-torget i Moskva, och tunnelbanestationen Dostojevskaja i torgets omedelbara närhet är uppkallad efter honom.